# Stéphane Reynaud
 (septembre 2012).
Si vous disposez d'ouvrages ou d'articles de référence ou si vous connaissez des sites web de qualité traitant du thème abordé ici, merci de compléter l'article en donnant les références utiles à sa vérifiabilité et en les liant à la section « Notes et références ».
Stéphane Reynaud est journaliste, rédacteur en chef des pages « Style et Art de Vivre » au Figaro depuis août 2011. Les différents dossiers, articles et chroniques qu'il signe sont autant de regards portés sur l'industrie du luxe, avec des angles économiques ou sociétaux. Il collabore aussi au Figaro Magazine et au supplément du Figaro Almaviva. Il était auparavant, de 2007 à 2011, codirecteur de la rédaction de l'agence de presse Relaxnews.

## Biographie
Stéphane Reynaud est l'auteur de plusieurs essais dont Glamour business, publié en 2008, aux éditions du Toucan, No Low Cost, publié en 2009, aux éditions du Moment avec Bruno Fay. No Low Cost, une critique des modes de production de produits et services à bas coût, a fait l'objet d'un clip réalisé par l'agence Zookeeper et d'un blog. Le livre met violemment en lumière les inconvénients du modèle low cost qui entraînerait l'économie vers une « sous civilisation » de la consommation.
Il a également publié Dans les cuisines de la République, en 2010, chez Flammarion avec la journaliste politique Pascale Tournier ; les deux auteurs y analysent les relations délicates entre le monde de la politique et celui de la gastronomie.  
Il a publié fin août 2013 Le Monde selon Cheng, son premier roman, aux éditions Intervalles.